# Доннелли, Бенджамин
Бенджамин «Бен» Доннелли (англ. Ben Donnelly; род. 22 августа 1996, Эйджакс, Онтарио) — канадский конькобежец, бронзовый призёр чемпионата мира по конькобежному спорту на отдельных дистанциях 2016 года. Участник зимних Олимпийских игр 2018 года.

## Биография
Бенджамин Доннелли родился в городе Эйджакс, Канада. С детства катался на коньках, занимался хоккеем. Принял решение заниматься конькобежным спортом после просмотра по телевизору зимних Олимпийских игр 2006 в Турине. Профессионально тренируется на базе клуба «Durham Speed Skating Club», Ошава. В национальной сборной за его подготовку отвечает голландский тренер — Барта Схаутена. Был признан «конькобежной звездой года сезона 2015/2016» по версии спортивной организации Конькобежной ассоциации Канады.
Бронзовой медалью завершилось выступление Доннелли на чемпионате мира по конькобежному спорту на отдельных дистанциях 2016 года, что проходил в российском городе — Коломна. 12 февраля на катке Центра конькобежного спорта во время командной гонки среди мужчин канадские спортсмены финишировали третьими с итоговым результатом 3.43,28 (+3,24). Первенство забега досталось голландским конькобежцам (3.40,04), а второе место команде из Норвегии (3.41,26 (+1.22)).
На зимних Олимпийских играх 2018 года Доннелли был заявлен для участия в забеге на 1500 м и командной гонке. 13 февраля 2018 года на Олимпийском Овале Каннына в забеге на 1500 м он финишировал с результатом 1:49 .68 (+5.67). В итоговом зачёте Бенджамин занял 31-е место. 21 февраля 2018 года на Олимпийском Овале Каннына в командной гонке преследования канадские конькобежцы финишировали первыми в финале D с результатом 3:42.16. В итоговом зачёте они заняли 7-е место.